# Jeep Commander
Der Jeep Commander ist ein geländegängiges Sport Utility Vehicle mit sieben Sitzplätzen der zu Stellantis gehörenden Marke Jeep. Nach einer elfjährigen Pause präsentierte Jeep im August 2021 wieder einen Commander, der aber nur für den südamerikanischen Markt entwickelt wurde, in Indien wird diese Version seit 2022 als Jeep Meridian angeboten. In seiner Karosserieform ähnelt dieser allerdings nun eher dem Jeep Compass, als dem ursprünglichen, kantigen Commander der 1. Generation (2006–2010).

## 1. Generation (2006–2010)

### Geschichte
Auf der Bodengruppe des Grand Cherokee basierend, kam die erste Generation im Mai 2006 auf den deutschen Markt und war das Spitzenmodell innerhalb der Jeep-Modellpalette. Das in Deutschland ausgelieferte Commander-Modell wurde von 2006 bis etwa Mitte 2009 bei Magna Steyr in Graz/Österreich hergestellt. Die Version mit 3,0-Liter-V6-Dieselmotor von Mercedes-Benz wurde ausschließlich in Graz für den europäischen Markt produziert.
Die kantige Karosserieform des Commander erinnert an den alten Cherokee XJ; senkrechte Fensterflächen und Scheinwerfer sowie ausgestellte Radhäuser sollen ein besonders maskulines Erscheinungsbild bewirken. Im Gegensatz zum Grand Cherokee ist der Commander ausschließlich mit sieben Sitzplätzen ausgestattet.

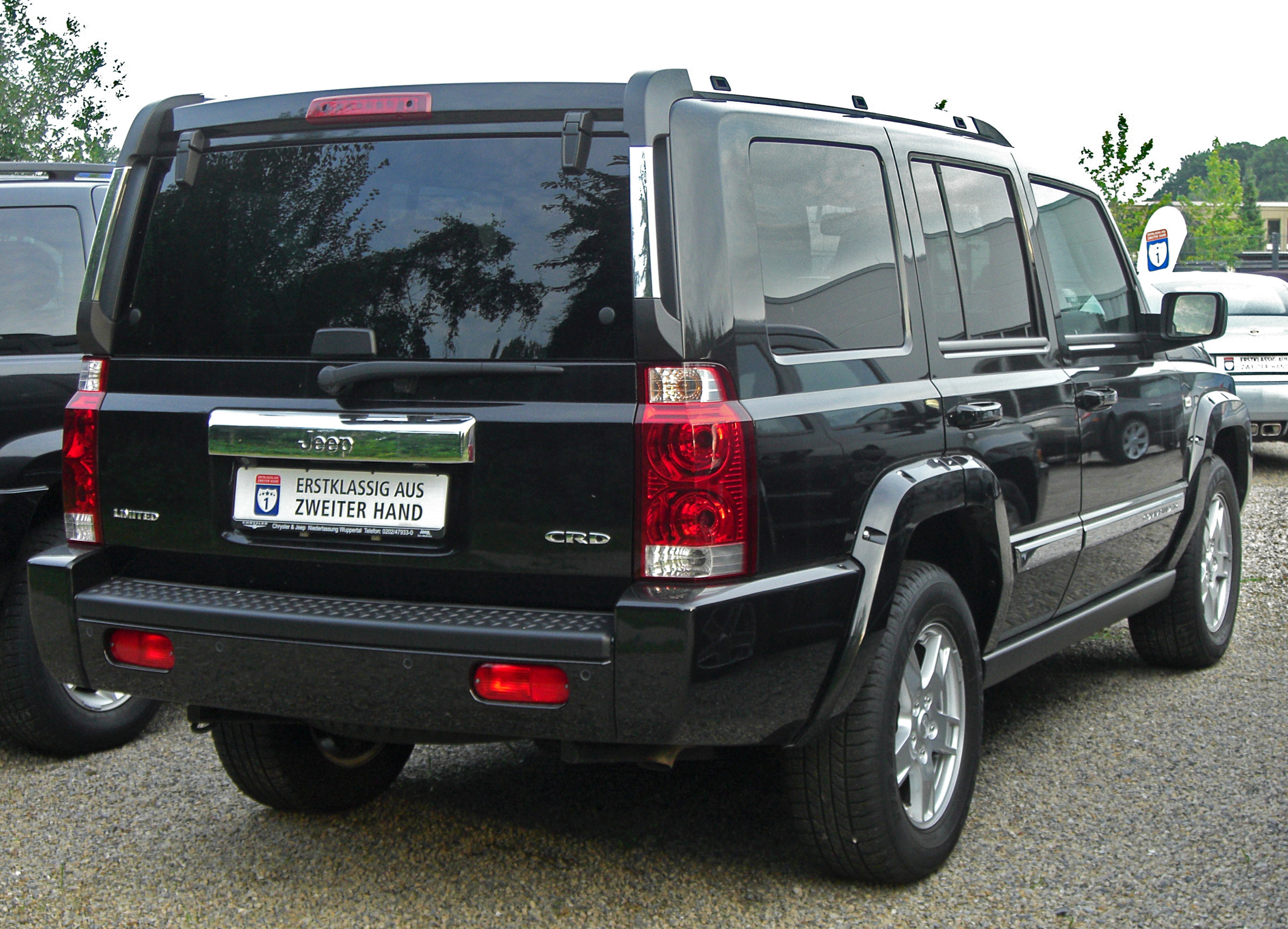
Heckansicht

Der Commander war anfangs in den Ausstattungsvarianten Sport und Limited lieferbar. Der Sport umfasste die Basisausführung mit Stoffsitzen und ohne Chromzierteile, während der besser ausgestattete Limited mit Ledersitzen inklusive Sitzheizung und Einparkhilfe ausgestattet ist.
Seit dem Modelljahr 2008 waren in Deutschland nur noch die Varianten Limited und Overland (letztere seit 2007 lieferbar) verfügbar, außerdem wenige Exemplare der Variante Sport. Der Limited stellt die gehobene Ausführung dar. Hierbei sind ein exklusives Innenraumpaket mit Lederverkleidung am Armaturenbrett sowie ein Festplatten-Navigationssystem mit Bluetooth-Freisprecheinrichtung und Rückfahrkamera, sowie ein elektrisches Glasschiebedach und zwei zusätzliche Dachfenster (zweite Sitzreihe) in der Ausstattung enthalten. Der Overland bietet gegenüber dem Limited im Wesentlichen eine edlere Lederausstattung (zweifarbig), ein nochmals verbessertes Allrad-System (Quadra Drive II) und Xenon-Scheinwerfer.
Alle Ausstattungsvarianten beinhalten serienmäßig ein 5-Stufen-Automatikgetriebe und eine umlegbare dritte Sitzreihe (sieben Sitze).
Den 5,7-Hemi-V8-Motor gab es seit 2008 nur noch in Verbindung mit der Overland-Ausstattung.
Als Motorisierungen in Europa waren ein 160 kW (218 PS) leistender 3,0-Liter-V6-Dieselmotor von Mercedes-Benz sowie der 5,7-Liter-Hemi-V8-Motor lieferbar. Der 4,7-Liter-V8 mit 170 kW (231 PS) wurde seit 2008 in Europa nicht mehr angeboten. In den USA sind außerdem noch ein kleinerer 3,7-Liter-V6-Benziner mit 157 kW (213 PS) und seit 2008 ein 4,7-Liter-V8 mit 223 kW (303 PS) erhältlich.
Alle für Europa hergestellten Fahrzeuge sind ausschließlich mit Allradantrieb und Geländeuntersetzung ausgerüstet. Die Kraftübertragung erfolgt über ein Automatikgetriebe von Mercedes-Benz. Die Preise liegen auf etwa dem gleichen Niveau wie die des Grand Cherokee.

### Sicherheitsausstattung
Der Jeep Commander bietet serienmäßig folgende Sicherheitstechnik:
- Antiblockiersystem (ABS): Das ABS verhindert ein Blockieren der Räder und verbessert die Lenkkontrolle bei Vollbremsungen oder bei Bremsmanövern auf rutschigem Untergrund.
- Elektronisches Stabilitätsprogramm (ESP): Dieses System hilft dem Fahrer, unter allen Bedingungen im Rahmen der physikalischen Gesetze die Richtungsstabilität beizubehalten und ist besonders hilfreich unter kritischen Fahrbedingungen wie in Kurven und bei unterschiedlichen Straßenbelägen wie Schnee, Eis oder Schotter. Sobald sich ein deutlicher Unterschied zwischen der Lenkrichtung, die der Fahrer vorgibt und der Richtung ergibt, die das Fahrzeug einschlägt, greift das ESP gezielt mit Bremse oder Drosselklappenstellung ein und bringt das Fahrzeug wieder auf den rechten Weg.
- Reifendruck-Kontrollsystem (TPM/RDC): Das System überwacht über Drucksensoren in den Ventilen den Reifendruck an allen vier Rädern und sendet ständig Funksignale an einen Empfänger im Fahrzeug. Bei auftretendem Druckverlust leuchtet eine Warnlampe auf.
- Electronic Roll Mitigation (ERM): Eine Zusatzfunktion des ESP, die die Daten dieses Systems nutzt und das Risiko eines Überschlags vorausberechnet. Das System nimmt dann das Motordrehmoment zurück und löst eine kurze Vollbremsung am entsprechenden Rad aus, um das Fahrzeug zu stabilisieren.
- Bremsassistent (BAS): Das System erkennt die Einleitung einer Vollbremsung und liefert sofort maximale Bremskraft für den kürzest möglichen Bremsweg.

- Enhanced Accident Response System (EARS): Bei Unfällen erleichtert dieses verbesserte Unfallreaktionssystem dem Rettungspersonal das Finden und Erreichen der Passagiere. Nach dem Auslösen der Airbags schaltet EARS die Innenbeleuchtung ein und entriegelt die Türen. Außerdem unterbricht das System die Kraftstoffversorgung des Motors.

- Fortschrittliche mehrstufig auslösende Front-Airbags: Das System erkennt und klassifiziert die Aufprallschwere und löst abhängig von der Aufprallstärke in drei Stufen aus.
- Seitenairbags in den Vordersitzen: Die Airbags befinden sich in den Außenseiten der Vordersitze und verbessern den Schutz von Fahrer und Beifahrer in bestimmten Aufprallsituationen. Jeder Seitenairbag verfügt über seinen eigenen Sensor, und so löst auch nur der Airbag auf der Aufprallseite aus.
- Seitliche Vorhang-Airbags: Mehr Schutz für alle Passagiere auf den Außensitzen. Jeder seitliche Vorhang-Airbag besitzt einen eigenen Auslösesensor: Nur der Airbag an der Aufprall-Seite wird gezündet.
- Traktionskontrolle mit Bremseneingriff: Das System erkennt Schlupf an einzelnen Rädern und bremst durchdrehende Räder gezielt und/oder nimmt das Motor-Drehmoment zurück, bis die Traktion wiederhergestellt ist.
- Struktureller Sicherheitskäfig: Schützt die Passagiere mit gezielter Um- und Ableitung der Aufprallenergie bei einem Unfall.
- Crash-Boxen: Karosseriebereiche, die sich bei einem Aufprall auf vordefinierten Wegen zusammendrücken und die Aufprallenergie absorbieren.
- Energieabsorbierende Lenksäule: Zwei im Hydroforming-Verfahren hergestellte Koaxialröhren können sich bei einem Aufprall gegeneinander verschieben, damit sich die Lenksäule nicht in den Innenraum schiebt. Die elektrisch verstellbare Lenksäule verfügt über ein kalibriertes Biegeelement, das sich bei einem Unfall verformt und die Aufprallenergie optimal ableitet.
- Seitenaufprall-Schutz: Verstrebungen in den vorderen und hinteren Türen bieten den Passagieren Schutz bei einem Seitenaufprall.
- Kopf-Aufprallschutz im Innenraum: Komponenten, die gezielt auf die Minimierung der auf den Kopf einwirkenden Kräfte entwickelt wurden. Dazu gehören die Säulen oberhalb der Gürtellinie, Instrumententafel, Struktur der Dach- und Seitenstreben und die Umlenkrollen der Sicherheitsgurte.
- Gurtstraffer: Bei einer Kollision aktivieren die Aufprallsensoren die Gurtstraffer und ziehen die Vordersitzgurte straff. So wird bei einem Zusammenstoß die Vorwärtsbewegung von Kopf und Rumpf minimiert.
- Gurtkraftbegrenzer: Dosiert lastabhängig die Rückhaltekraft der vorderen Sicherheitsgurte und begrenzt so die auf den Körper wirkenden Gurtkräfte bei einem Aufprall.
- Höhenverstellbare Gurte: Die Passagiere können den Schultergurt auf eine passende Höhe verstellen; fördert mit seinem komfortablen Sitz die Gurtanlegequote.
- BeltAlert: Ein regelmäßig ertönender Gong erinnert den Fahrer so lange ans Anlegen des Sicherheitsgurtes, bis er es tut.
- Kindersitzverankerung (ISOFIX): Erleichtert den Einbau von kompatiblen Kindersitzen.

### Geländeeigenschaften
Der Jeep Commander ist im Gegensatz zu vielen anderen SUVs auch ein vollwertiges Geländefahrzeug.
| Eigenschaft      | Jeep Commander | Geländewagen                                 |
| ---------------- | -------------- | -------------------------------------------- |
| Steigfähigkeit:  | 45°            | 30°                                          |
| Böschungswinkel: | v/h 34°/ 27°   | v/h 25°/ 20°                                 |
| Rampenwinkel:    | 20°            | 20°                                          |
| Bodenfreiheit:   | 210 mm         | 180 mm (unter Achsen) / 200 mm (unter Boden) |
| Wattiefe:        | 508 mm         |                                              |

Auf Grund der Geländefähigkeiten zählt der Jeep Commander zu den Geländewagen gemäß Definition.
Weitere Daten:
- Allrad-Antriebssystem Quadra-Trac II (Ausstattungen Sport und Limited)
- Allrad-Antriebssystem Quadra-Drive II (Ausstattungen Sport und Overland)

### Motorvarianten
Motoren für Europa
| Modell      | Hubraum     | Zylinder    | Motor              | Leistung                     | max. Drehmoment          | Bemerkungen                 | Bauzeit         |
| Ottomotoren | Ottomotoren | Ottomotoren | Ottomotoren        | Ottomotoren                  | Ottomotoren              | Ottomotoren                 | Ottomotoren     |
| ----------- | ----------- | ----------- | ------------------ | ---------------------------- | ------------------------ | --------------------------- | --------------- |
| 4.7         | 4701 cm³    | V8          | Chrysler PowerTech | 170 kW (231 PS) bei 4500/min | 410 Nm bei 3600/min      | zuschaltbarer Allradantrieb | 05/2006–05/2008 |
| 5.7         | 5654 cm³    | V8          | Chrysler Hemi      | 240 kW (326 PS) bei 5000/min | 500 Nm bei 4000/min      | zuschaltbarer Allradantrieb | 05/2006–05/2009 |
| Dieselmotor |             |             |                    |                              |                          |                             |                 |
| 3.0 CRD     | 2987 cm³    | V6          | Daimler-Benz OM642 | 160 kW (218 PS) bei 4000/min | 510 Nm bei 1600–2400/min | Allradantrieb               | 05/2006–11/2010 |

### Zulassungszahlen
Zwischen 2006 und 2010 sind in Deutschland 2.805 Jeep Commander neu zugelassen worden. Mit 1.323 Einheiten war 2007 das erfolgreichste Verkaufsjahr.
| 26 \| \| |
|          |

|  |

| 512 \| \| |
|           |

|  |

| 26 \| \| |
|          |

|  |

| 512 \| \| |
|           |

|  |

| 48 \| \| |
|          |

|  |

| 1.275 \| \| |
|             |

|  |

| 48 \| \| |
|          |

|  |

| 1.275 \| \| |
|             |

|  |

| 49 \| \| |
|          |

|  |

| 489 \| \| |
|           |

|  |

| 49 \| \| |
|          |

|  |

| 489 \| \| |
|           |

|  |

| 16 \| \| |
|          |

|  |

| 269 \| \| |
|           |

|  |

| 16 \| \| |
|          |

|  |

| 269 \| \| |
|           |

|  |

| 19 \| \| |
|          |

|  |

| 102 \| \| |
|           |

|  |

| 19 \| \| |
|          |

|  |

| 102 \| \| |
|           |

|  |

| 26 \| \| |
|          |

|  |

| 512 \| \| |
|           |

|  |

| 26 \| \| |
|          |

|  |

| 512 \| \| |
|           |

|  |

| 48 \| \| |
|          |

|  |

| 1.275 \| \| |
|             |

|  |

| 48 \| \| |
|          |

|  |

| 1.275 \| \| |
|             |

|  |

| 49 \| \| |
|          |

|  |

| 489 \| \| |
|           |

|  |

| 49 \| \| |
|          |

|  |

| 489 \| \| |
|           |

|  |

| 16 \| \| |
|          |

|  |

| 269 \| \| |
|           |

|  |

| 16 \| \| |
|          |

|  |

| 269 \| \| |
|           |

|  |

| 19 \| \| |
|          |

|  |

| 102 \| \| |
|           |

|  |

| 19 \| \| |
|          |

|  |

| 102 \| \| |
|           |

|  |

| 26 \| \| |
|          |

|  |

| 512 \| \| |
|           |

|  |

| 26 \| \| |
|          |

|  |

| 512 \| \| |
|           |

|  |

| 48 \| \| |
|          |

|  |

| 1.275 \| \| |
|             |

|  |

| 48 \| \| |
|          |

|  |

| 1.275 \| \| |
|             |

|  |

| 49 \| \| |
|          |

|  |

| 489 \| \| |
|           |

|  |

| 49 \| \| |
|          |

|  |

| 489 \| \| |
|           |

|  |

| 16 \| \| |
|          |

|  |

| 269 \| \| |
|           |

|  |

| 16 \| \| |
|          |

|  |

| 269 \| \| |
|           |

|  |

| 19 \| \| |
|          |

|  |

| 102 \| \| |
|           |

|  |

| 19 \| \| |
|          |

|  |

| 102 \| \| |
|           |

|  |

| 26 \| \| |
|          |

|  |

| 512 \| \| |
|           |

|  |

| 26 \| \| |
|          |

|  |

| 512 \| \| |
|           |

|  |

| 48 \| \| |
|          |

|  |

| 1.275 \| \| |
|             |

|  |

| 48 \| \| |
|          |

|  |

| 1.275 \| \| |
|             |

|  |

| 49 \| \| |
|          |

|  |

| 489 \| \| |
|           |

|  |

| 49 \| \| |
|          |

|  |

| 489 \| \| |
|           |

|  |

| 16 \| \| |
|          |

|  |

| 269 \| \| |
|           |

|  |

| 16 \| \| |
|          |

|  |

| 269 \| \| |
|           |

|  |

| 19 \| \| |
|          |

|  |

| 102 \| \| |
|           |

|  |

| 19 \| \| |
|          |

|  |

| 102 \| \| |
|           |

|  |

|  | Benziner (158) |

|  | Benziner (158) |

|  | Diesel (2.647) |

|  | Diesel (2.647) |

## 2. Generation (seit 2021)

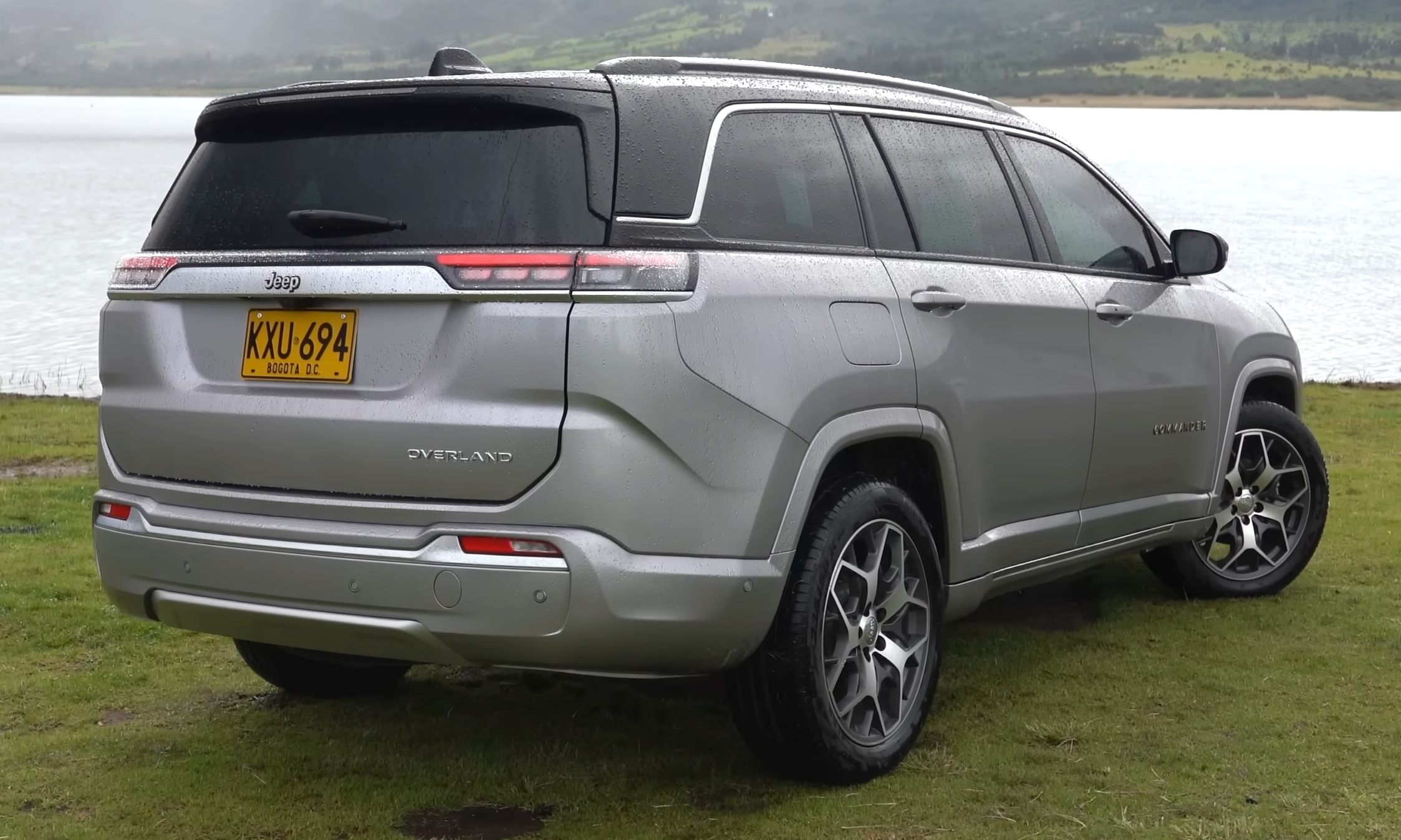
Heckansicht

### Geschichte
Eine neue Generation des Commander präsentierte Jeep im August 2021. In Asien ist sie als Jeep Meridian bekannt. Die Baureihe basiert fortan auf dem Jeep Compass und wird als Siebensitzer nur noch in Südamerika und Indien verkauft. Für den Meridian präsentierte Jeep im Oktober 2024 eine Modellpflege.
Den Antrieb übernimmt in Südamerika entweder ein 1,3-Liter-Ottomotor mit 136 kW (185 PS) und Vorderradantrieb oder ein 2,0-Liter-Dieselmotor mit 125 kW (170 PS) und Allradantrieb. Im April 2024 ergänzte ein 2,0-Liter-Ottomotor mit 200 kW (272 PS) und Allradantrieb das Antriebsprogramm. Der 2,0-Liter-Dieselmotor wurde im Februar 2025 von einem 2,2-Liter-Dieselmotor mit 147 kW (200 PS) ersetzt. In Indien steht nur der Dieselmotor, jedoch auch mit Vorderradantrieb, zur Verfügung.

### Technische Daten
|                                | T270                                                   | 2.0 Hurricane            | TD380 4x4                | 2.2 Turbodiesel 4x4      |
| Bauzeitraum                    | seit 08/2021                                           | seit 04/2024             | 08/2021–02/2025          | seit 02/2025             |
| Motorkenndaten                 |                                                        |                          |                          |                          |
| Motorbauart und Zylinderanzahl | R4-Ottomotor                                           | R4-Ottomotor             | R4-Dieselmotor           | R4-Dieselmotor           |
| Motoraufladung                 | Turbolader                                             | Turbolader               | Turbolader               | Turbolader               |
| Hubraum                        | 1332 cm³                                               | 1995 cm³                 | 1956 cm³                 | 2184 cm³                 |
| max. Leistung bei min−1        | 132 kW (180 PS) / 5750 Ethanol: 136 kW (185 PS) / 5750 | 200 kW (272 PS) / 5200   | 125 kW (170 PS) / 3750   | 147 kW (200 PS) / 3500   |
| max. Drehmoment bei min−1      | 270 Nm / 1750                                          | 400 Nm / 3000            | 380 Nm / 1750            | 450 Nm / 1500            |
| Kraftübertragung               |                                                        |                          |                          |                          |
| Antrieb, serienmäßig           | Vorderradantrieb                                       | Allradantrieb            | Allradantrieb            | Allradantrieb            |
| Getriebe, serienmäßig          | 6-Gang-Automatikgetriebe                               | 9-Gang-Automatikgetriebe | 9-Gang-Automatikgetriebe | 9-Gang-Automatikgetriebe |
| Messwerte                      |                                                        |                          |                          |                          |
| Höchstgeschwindigkeit          | 200 km/h Ethanol: 202 km/h                             | 220 km/h                 | 197 km/h                 | 205 km/h                 |
| Beschleunigung, 0–100 km/h     | 10,4 s Ethanol: 9,5 s                                  | 7,0 s                    | 11,6 s                   | 9,7 s                    |
| Leergewicht                    | 1685–1715 kg                                           | 1886 kg                  | 1885–1908 kg             | 1943 kg                  |
| Tankinhalt                     | 61 l                                                   | 61 l                     | 61 l                     | 61 l                     |